# 230 État 3701 à 3755
Les 230 État 3 701 à 3 755, sont des locomotives compound de type 230 des chemins de fer français, gérés par l'Administration des chemins de fer de l'État et construites de 1901 à 1910. Ces locomotives mixtes faisaient partie de la famille des 230 SACM.

## Description
Ce sont des machines mixtes à 3 essieux moteurs couplés et bogie guideur à l’avant, capables de remorquer des trains express, omnibus ou marchandises sur l’ensemble des lignes du réseau.
Leur conception dérive des locomotives Midi de la série 1301 à 1370, dont s’inspirent aussi les locomotives 230 A Nord 3078 à 3393 ou encore les 230 PO 1701 à 1725.
Elles étaient associées à des tenders à 3 essieux numérotées 15.251 à 15.305.
Les cabines avaient une main montoire rectiligne.

## Sous-séries
- 1901 : 3701 à 3710, Ateliers de Fives-Lille,
- 1902 : 3711 à 3730, Société française de constructions mécaniques (anciens Établissements Cail),
- 1906 : 3731 à 3740, Ateliers de Fives-Lille.

Elles sont renumérotées 230 001 à 040. À la suite de la fusion avec la Compagnie de l’Ouest, le nouveau réseau de l’État passe une commande 15 machines supplémentaires :
- 1910 : 230 041 à 55, Schneider.

Elles se différenciaient des précédentes par un toit bombé.
Les 230 001 à 030 étaient munies de frein Wenger, les suivantes de frein Westinghouse. 
En palier ou faible rampe, elles pouvaient remorquer des trains express de 225 à 250 t à 90 km/h, des express de 350 à 400 t à 70 km/h ou encore des trains de marchandises jusqu'à 700 t entre 40 et 50 km/h. Sur une rampe de 10 pour 1000, elles pouvaient tracter jusqu'à 160 t à 95 km/h.

## Utilisation
Elles ont été utilisées avec succès sur l'ensemble du réseau de l’État où elles se montrèrent plus économiques que par exemple les 220 no 2751 à no 2754 ou les 121 État no 2602 à no 2620. On les trouvait dans les dépôts de Nantes Sainte-Anne, La Roche-sur-Yon, La Rochelle, Saintes, Saint-Mariens, Cholet, Thouars, Bressuire.
Lors de la constitution de la SNCF, les 55 machines affectées à la région Ouest ont été renumérotées 230 B no 1 à no 55 et leurs tenders 15 B no 251 à no 305. 46 d'entre elles ont survécu à la Seconde Guerre mondiale. Elles effectuent le service omnibus de Saint-Mariens à Bordeaux jusque vers 1960. 
La cité du train de Mulhouse a conservé une machine apparentée, la Midi 1314.